# Hao Jialu
Hao Jialu (chiń. 郝佳露 ur. 20 sierpnia 1987 w Taiyuan) – chińska szpadzistka, srebrna medalistka olimpijska i mistrzyni świata.
Podczas igrzysk olimpijskich w Rio de Janeiro w 2016 roku reprezentacja Chin w składzie: Hao Jialu, Sun Yiwen, Sun Yujie i Xu Anqi zdobyła srebrny medal w zawodach drużynowych. W rywalizacji indywidualnej nie startowała. 
Na rozgrywanych rok wcześniej mistrzostwach świata w Moskwie Chinki w tym samym składzie wywalczyły złoty medal. W tej samej konkurencji była też ósma na mistrzostwach świata w Kazaniu w 2014 roku.
Ponadto zwyciężyła w zawodach drużynowych na igrzyskach azjatyckich w Inczonie w 2014 roku.